# Só Nos Resta Viver
Só Nos Resta Viver é o segundo álbum de estúdio da cantora e compositora Angela Ro Ro, lançado em 1980 pela PolyGram, dentro do selo Polydor Records. Seus grandes sucessos foram a faixa título Só Nos Resta Viver (Angela Ro Ro) e Bárbara (Chico Buarque, Ruy Guerra). O Álbum se tornou um dos mais vendidos da carreira de Angela, alcançando a marca de 800.000 cópias. Com o passar dos anos, ele se tornou cultuado pelos amantes da MPB.

## Faixas
Todas as canções escritas por Angela Ro Ro, exceto onde notado.
| Lado 1 |                      |                          |         |  |
| N.º    | Título               | Compositor(es)           | Duração |  |
| 1.     | "Renúncia"           |                          | 3:28    |  |
| 2.     | "Só Nos Resta Viver" |                          | 3:19    |  |
| 3.     | "Bárbara"            | Chico Buarque Ruy Guerra | 3:40    |  |
| 4.     | "Vai Embora"         | Sérgio Bandeyra          | 4:18    |  |
| 5.     | "My Sweet"           |                          | 3:42    |  |
| 6.     | "Devoção"            |                          | 1:10    |  |

| Lado 2         |                          |                                  |         |  |
| N.º            | Título                   | Compositor(es)                   | Duração |  |
| 1.             | "Preciso Tanto"          |                                  | 4:10    |  |
| 2.             | "Fica Comigo Esta Noite" | Nelson Gonçalves Adelino Moreira | 2:56    |  |
| 3.             | "Blues do Arranco"       |                                  | 2:43    |  |
| 4.             | "Bobagem"                |                                  | 3:15    |  |
| 5.             | "Meu Mal é a Birita"     |                                  | 3:16    |  |
| 6.             | "Tango da Bronquite"     |                                  | 2:10    |  |
| Duração total: | Duração total:           | Duração total:                   | 38:07   |  |